# Mokkatasse

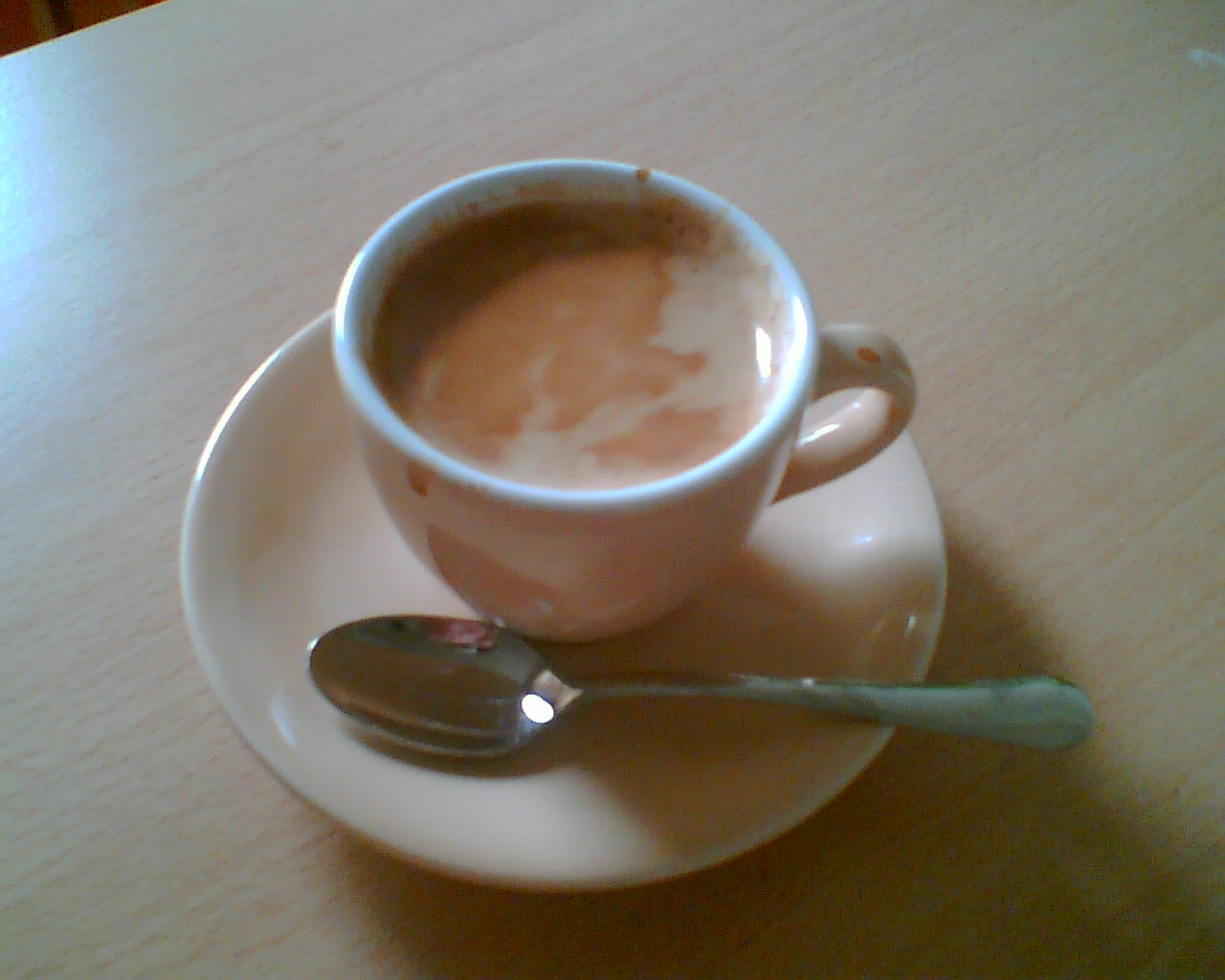
Eine Mokkatasse ohne Verzierung

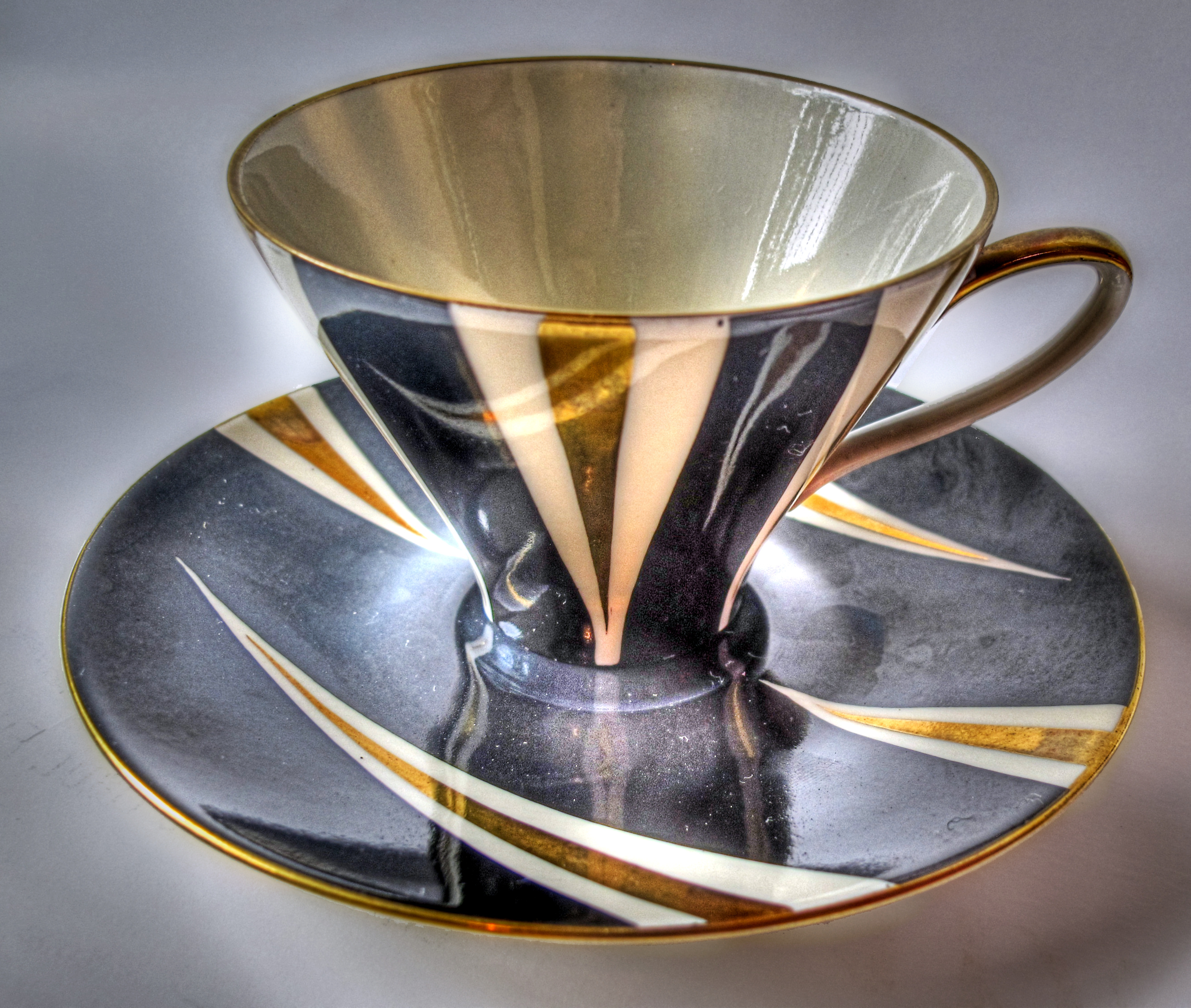
Mokkatasse (um 1955)

Die Mokkatasse oder auch Demitasse (französisch demi für „halbe Tasse“) ist eine Tasse, die zum Servieren von Mokka oder Espresso verwendet wird.
Sie hat je nach Modell ein Fassungsvermögen von 60 bis 90 ml, wohingegen eine gewöhnliche Tasse etwa 120 ml fasst. Aus Porzellan oder Keramik hergestellt, werden sie auch in Teeservices und ähnlichen Sets verwendet. Oft wird vom jeweiligen Hersteller oder Verkäufer ein charakteristisches Muster oder Logo auf die Mokkatasse gedruckt, sodass sie als Sammlerobjekte Verwendung finden. Besonders für Tee existieren Modelle aus Glas mit Metallumrahmung.